# Cap de Llevata
El Cap de Llevata és un fons de vall del terme de Sarroca de Bellera, al Pallars Jussà, en el territori de l'antic terme de Benés.
Està situat al capdamunt del riu de Manyanet, del qual és la capçalera. Al Cap de Llevata neix el barranc del Cap de Llevata, que és un dels que s'uneixen per tal de formar el riu de Manyanet. Està situada dessota i al sud-oest de la Serra de les Cabeçades i al sud-est del Tossal de la Mina. Al seu sud-oest hi ha els Tarters Rois.